# Conde da Bemposta
Conde da Bemposta foi um título criado pelo rei D. João VI de Portugal, por decreto de 13 de Maio de 1824, a favor de Jean-Guillaume Hyde de Neuville, embaixador da França em Portugal que teve um papel importante durante a tentativa de golpe da Abrilada, ocorrida a 30 de Abril daquele ano de 1824.
Usaram o título
1. João Guilherme Hyde de Neuville (1776-1857), 1.º conde da Bemposta;
2. Teodoro Estevão de La Rue de Saint-Léger (1799-1871), sobrinho materno do anterior, que a 3 de Julho de 1823 teve mercê para suceder ao tio como 2.º conde da Bemposta e a 24 de Fevereiro de 1836 como 2.º marquês da Bemposta. Foi casado com D. Maria Mância de Lemos Roxas e Menezes, 2.ª condessa de Subserra e foram pais da 1ª marquesa da Bemposta-Subserra, D. Maria Isabel Antónia do Carmo de Lemos e Roxas de Carvalho e Menezes de Saint-Léger, herdeira da representação da Casa da Trofa, que casou (com licença real de 11 de Setembro de 1861) com o futuro 1.º marquês de Rio Maior, então 4.º conde de Rio Maior, António de Saldanha de Oliveira Juzarte Figueira e Sousa, sem geração.